# Ermita de San Lázaro (Tunja)
La Ermita de San Lázaro es una de las 14 grandes iglesias hispánicas de Tunja. Su construcción data de 1587 y su elevación en 1650 al conmemorarse 111 años de la fundación hispánica de la ciudad por acta del Cabildo del 4 de enero de ese año. Está ubicada en el Alto de San Lázaro, en la colina occidental de Tunja. 

## Historia
Fue construido para recordar la visita de la Virgen de Chiquinquirá cuando la peste diezmó la población por lo que se advoca en tiempos de enfermedad. Se veneran el antiguo cuadro que aún se conserva de San Lázaro, cuya romería se conmemora cada primer domingo de septiembre, y el cuadro de la Virgen de Chiquinquirá. Por su ubicación en la parte más alta de la ciudad y como punto de acceso desde el occidente, es un sitio de peregrinación y visita frecuentado por los campesinos de la región.
Monumento nacional de Colombia por la Resolución 041 31-vii-1990.